# Michel Danican Philidor (1683-1723)
Pour les articles homonymes, voir Michel Danican Philidor (homonymie).
Michel Danican Philidor, 3e du nom, est un musicien et compositeur français né en 1683 et mort en 1723.

## Biographie
Filleul de Lalande, il est nommé sous Louis XIV « timbalier de la première compagnie (écossaise) des Gardes du corps du roi » en 1703, puis « timbalier des Plaisirs du roi » en 1715,.